# Lasiochlamys
Lasiochlamys es un género con trece especies de plantas de flores perteneciente a la familia Salicaceae. 

## Especies seleccionadas
- Lasiochlamys hurlimannii, (Guillaumin) Sleumer
- Lasiochlamys mandjeliana, Sleumer
- Lasiochlamys pseudocoriacea, Sleumer
- Lasiochlamys trichostemona, (Guillaumin) Sleumer